# Lancetes praemorsus
Lancetes praemorsus is een keversoort uit de familie waterroofkevers (Dytiscidae). De wetenschappelijke naam van de soort is voor het eerst geldig gepubliceerd in 1834 door Erichson.